# Lonchocarpus yucatanensis
Lonchocarpus yucatanensis är en ärtväxtart som beskrevs av Henri François Pittier. Lonchocarpus yucatanensis ingår i släktet Lonchocarpus och familjen ärtväxter. Inga underarter finns listade i Catalogue of Life.